# Крейцер, Лиза
Лиза Кройцер (нем. Lisa Kreuzer; род. 2 декабря 1945, Хоф, Германия) — немецкая актриса
. Жена кинорежиссёра Вима Вендерса (1974—1978 годы).
Известна своими ролями в телесериалах «Место преступления», «Телефон полиции — 110», «Деррик», «Тьма». 

## Фильмография
1. 1972 —   8051 Grinning (TV)
2. 1974 — Алиса в городах / Alice in den Städten — Лиза, мать Алисы[5]
3. 1974—1998 — Деррик / Derrick — Энни
4. 1975 — Ложное движение / Falsche Bewegung — Джанин
5. 1976 — С течением времени / Im Lauf der Zeit— Полина
6. 1977 — Американский друг / Der amerikanische Freund — Марианна Зиммерман
7. 1977—1988 — Полицейская инспекция, участок 1 / Polizeiinspektion 1
8. 1981 — Надо убить Биргит Хаас / Il faut tuer Birgitt Haas — Моника / Биргит Хаас
9. 1983 — Вагнер / Wagner — эпизод (нет в титрах)
10. 1983 — Квартет Базиля / Il quartetto Basileus — Лотта
11. 1983 — Раненый человек / L' Homme blessé  — Элизабет
12. 1984 —  Flight to Berlin
13. 1985 — Среди волков / Les Loups entre eux
14. 1989 — Берлин — Иерусалим / Berlin-Yerushalaim  — Эльзе
15. 1993—1998 — Друг мой / Amico mio
16. 1996—1997 — Штокингер / Stockinger
17. 1997—2009 — Следствие ведёт Зиска / Siska
18. 2000 —   Gone Underground
19. 2002 —   Nicht Fisch, nicht Fleisch
20. 2003 — Столкновение с судьбой / Brush with Fate
21. 2008 — Визит старой дамы / Der Besuch der alten Dame — Ангелика Илл
22. 2017—2020 — Тьма / Dark — Клаудия Тидеманн
23. 2024 — Стать Карлом Лагерфельдом / Kaiser Karl — Элизабет Лагерфельд